# Comuna Glodeni, Dâmbovița
Glodeni este o comună în județul Dâmbovița, Muntenia, România, formată din satele Glodeni (reședința), Gușoiu, Lăculețe, Livezile, Malu Mierii și Schela.

## Istoric
La sfârșitul secolului al XIX-lea, comuna făcea parte din plaiul Ialomița-Dâmbovița al județului Dâmbovița și era formată din satele Glodeni și Lăculețele, cu 2000 de locuitori. În comună funcționau 2 biserici, o școală și numeroase puțuri de păcură, precum și o fabrică de praf de pușcă a statului, la Lăculețele, pe malul stâng al Ialomiței.
În 1925, comuna avea în compunere satele Glodeni, Gușoiu și Lăcuțele, cu 3372 de locuitori și era arondată plășii Târgoviște.
În 1950, comuna a fost inclusă în raionul Pucioasa al regiunii Prahova și apoi (după 1952) în raionul Târgoviște al regiunii Ploiești. În 1968, comuna a revenit la județul Dâmbovița, reînființat, și a căpătat structura actuală.

## Demografie
Componența etnică a comunei Glodeni
     Români (94,16%)
     Alte etnii (0%)
     Necunoscută (5,84%)
Componența confesională a comunei Glodeni
     Ortodocși (93,22%)
     Alte religii (0,53%)
     Necunoscută (6,25%)
Conform recensământului efectuat în 2021, populația comunei Glodeni se ridică la 3.936 de locuitori, în scădere față de recensământul anterior din 2011, când fuseseră înregistrați 4.226 de locuitori. Majoritatea locuitorilor sunt români (94,16%), iar pentru 5,84% nu se cunoaște apartenența etnică. Din punct de vedere confesional, majoritatea locuitorilor sunt ortodocși (93,22%), iar pentru 6,25% nu se cunoaște apartenența confesională.

## Politică și administrație
Comuna Glodeni este administrată de un primar și un consiliu local compus din 13 consilieri. Primarul, Gheorghe Chiran[*], de la Partidul Național Liberal, este în funcție din 2016. Începând cu alegerile locale din 2024, consiliul local are următoarea componență pe partide politice:
|  | Partid                    | Consilieri | Componența Consiliului | Componența Consiliului | Componența Consiliului | Componența Consiliului | Componența Consiliului | Componența Consiliului | Componența Consiliului |
|  | ------------------------- | ---------- | ---------------------- | ---------------------- | ---------------------- | ---------------------- | ---------------------- | ---------------------- | ---------------------- |
|  | Partidul Național Liberal | 7          |                        |                        |                        |                        |                        |                        |                        |
|  | Partidul Social Democrat  | 6          |                        |                        |                        |                        |                        |                        |                        |